# 남바나트구

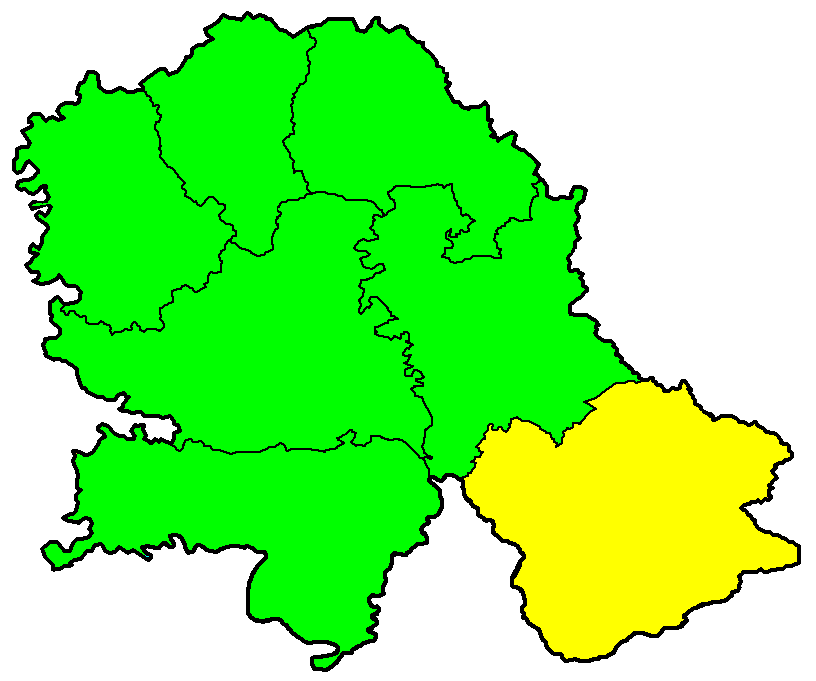
남바나트 구의 위치

남바나트구(세르비아어: Јужнобанатски округ, Južnobanatski okrug, 크로아티아어: Južnobanatski okrug, 헝가리어: Dél-bánsági körzet, 슬로바키아어: Juhobanátsky okres, 루마니아어: Districtul Banatul de Sud, 루신어: Јужнобанатски окрух)는 세르비아 북동부에 위치한 구로 보이보디나 자치주 남부에 위치한다. 행정 중심지는 판체보이며 면적은 4,245km2, 인구는 313,937명(2002년 인구 조사 기준), 인구 밀도는 73.6명/km2이다. 동쪽으로는 루마니아의 트란실바니아 지방과 접한다.

## 지방 자치체

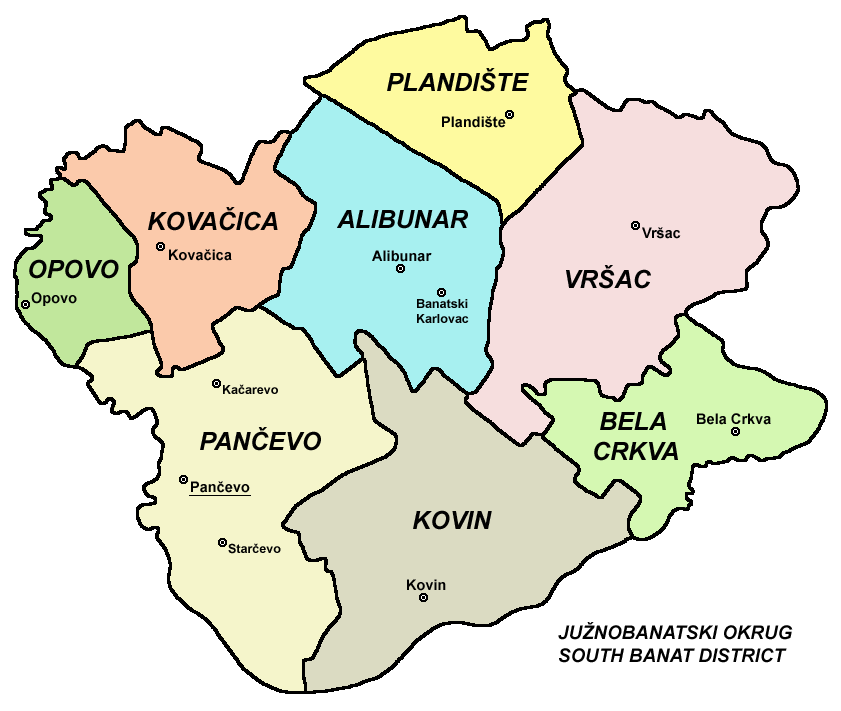
지방 자치체

8개 지방 자치체와 10개 군, 84개 마을을 관할한다.
- 플란디슈테 (Plandište)
- 오포보 (Opovo)
- 코바치차 (Kovačica)
- 알리부나르 (Alibunar)
- 브르샤츠 (Vršac)
- 벨라츠르크바 (Bela Crkva)
- 판체보 (Pančevo)
- 코빈 (Kovin)

## 인구

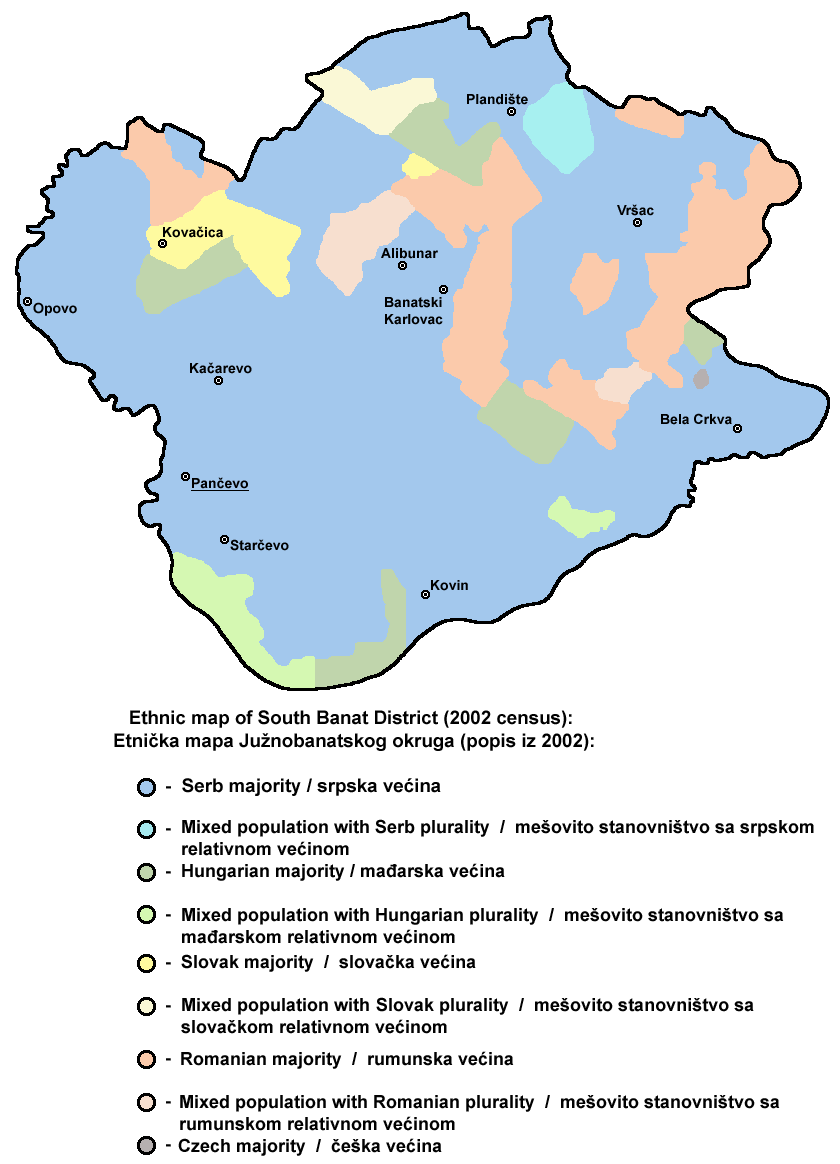
민족 분포 (2002년 인구 조사 기준)

인구와 민족 분포는 2002년 인구 조사를 기준으로 한다.
- 세르비아인: 220,641명 (70.28%)
- 루마니아인: 21,618명 (6.88%)
- 헝가리인: 15,444명 (4.91%)
- 슬로바키아인: 15,212명 (4.84%)
- 마케도니아인: 7,636명 (2.43%)
- 로마인: 6,268명 (1.99%)
- 유고슬라브인: 5,687명 (1.81%)

| 연도  | 인구    | ±% p.a. |
| ----- | ------- | ------- |
| 1948  | 279,092 | —       |
| 1953  | 291,125 | +0.85%  |
| 1961  | 320,187 | +1.20%  |
| 1971  | 331,285 | +0.34%  |
| 1981  | 340,189 | +0.27%  |
| 1991  | 328,428 | −0.35%  |
| 2002  | 313,937 | −0.41%  |
| 2011  | 293,730 | −0.74%  |
| 출처: |         |         |

## 같이 보기
- 세르비아의 행정 구역